# Friedrich Bormann
Friedrich Bormann (* 15. Dezember 1828 in Liebenwerda; † 19. Februar 1922 in Berlin) war Eisenbahndirektor und Mitglied des Deutschen Reichstags.

## Leben

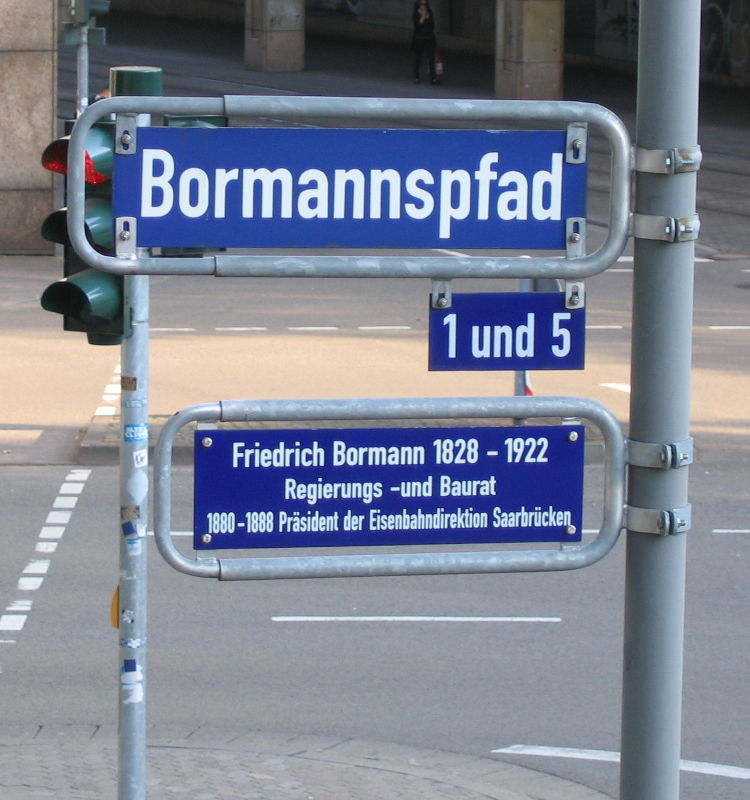
In Saarbrücken wurde zu Ehren von Friedrich Bormann der in der Nähe des Hauptbahnhofes gelegene Bormannspfad benannt

Friedrich Bormann wurde als Sohn des gleichnamigen Bürgermeisters von Liebenwerda († 1. Januar 1871) geboren.
Er besuchte die Franckeschen Stiftungen in Halle von 1842 bis 1847 und die Königliche Bau-Akademie in Berlin von 1850 bis 1852 und von 1856 bis 1857. Zwischen 1880 und 1888 war er Präsident der Eisenbahndirektion Saarbrücken der Preußischen Staatseisenbahnen. Anschließend wurde er bis 1892 Direktor der Großherzoglich Oldenburgischen Staatseisenbahnen.
Von 1884 bis 1889 vertrat er für die Deutsche Reichspartei im Deutschen Reichstag den Wahlkreis Nr. 6 im Regierungsbezirk Trier (dieser Wahlkreis umfasste Ottweiler, St. Wendel und Meisenheim).
Ende 1892 siedelte er nach Berlin über, wo er sich insbesondere dem kolonialen Eisenbahnwesen widmete. Noch Ende der 1890er Jahre reiste er im Auftrag der Deutschen Bank nach Deutsch-Ostafrika, um vorbereitende Studien zum Bau der Tanganjikabahn von Daressalam bis Morogoro zu betreiben. 1907 gründete Bormann mit drei Geschäftsleuten die Pflanzungsgesellschaft Pugu mit dem Zweck, „Plantagen-Wirtschaft in Deutsch-Ostafrika“, näherhin auf der Plantage Friedrichsthal bei Pugu an der Eisenbahnlinie Daressalam-Morogoro zu betreiben, und trat selbst als Geschäftsführer der Gesellschaft in Erscheinung. Angebaut werden sollten „vorzugsweise Kautschuk, Kokos, Sisal“.

## Auszeichnungen
- 1908: Stern zum Kronenorden.
- 2010: Benennung des Bormannspfads in Saarbrücken nach Friedrich Bormann.[4]